# Valentina Txumitxeva
Valentina Txumitxeva   (Moscou, 10 d'agost de 1931 - Moscou, 3 de gener de 2021), de casada Valentina Dedova, és una saltadora soviètica, ja retirada, que va competir durant la dècada de 1950.
El 1952 va prendre part en els Jocs Olímpics d'Estiu de Hèlsinki, on fou desena en la prova del trampolí de 3 metres del programa de salts. Quatre anys més tard, als Jocs de Melbourne, fou cinquena en la mateixa prova.
En el seu palmarès destaca una medalla d'or i una de bronze en el salt de trampolí de 3 metres de Campionat d'Europa de natació de 1954 i 1958 respecitvament i tres campionats nacionals de trampolí (1952, 1956 i 1958).